# Dillwynia hispida
Dillwynia hispida är en ärtväxtart som beskrevs av John Lindley. Dillwynia hispida ingår i släktet Dillwynia och familjen ärtväxter. Inga underarter finns listade i Catalogue of Life.